# Artigianato e Palazzo

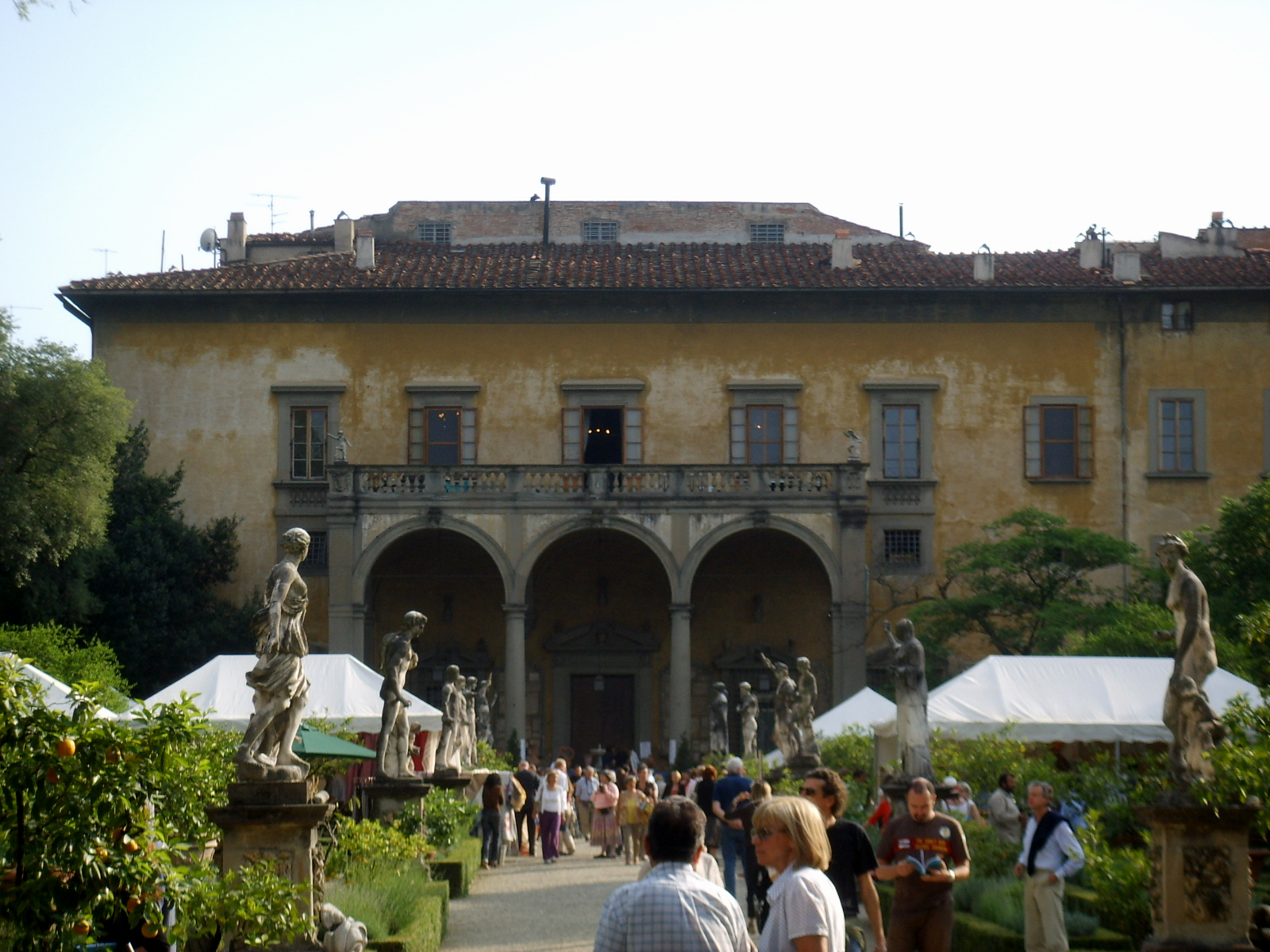
Mostra Artigianato e Palazzo al Giardino Corsini

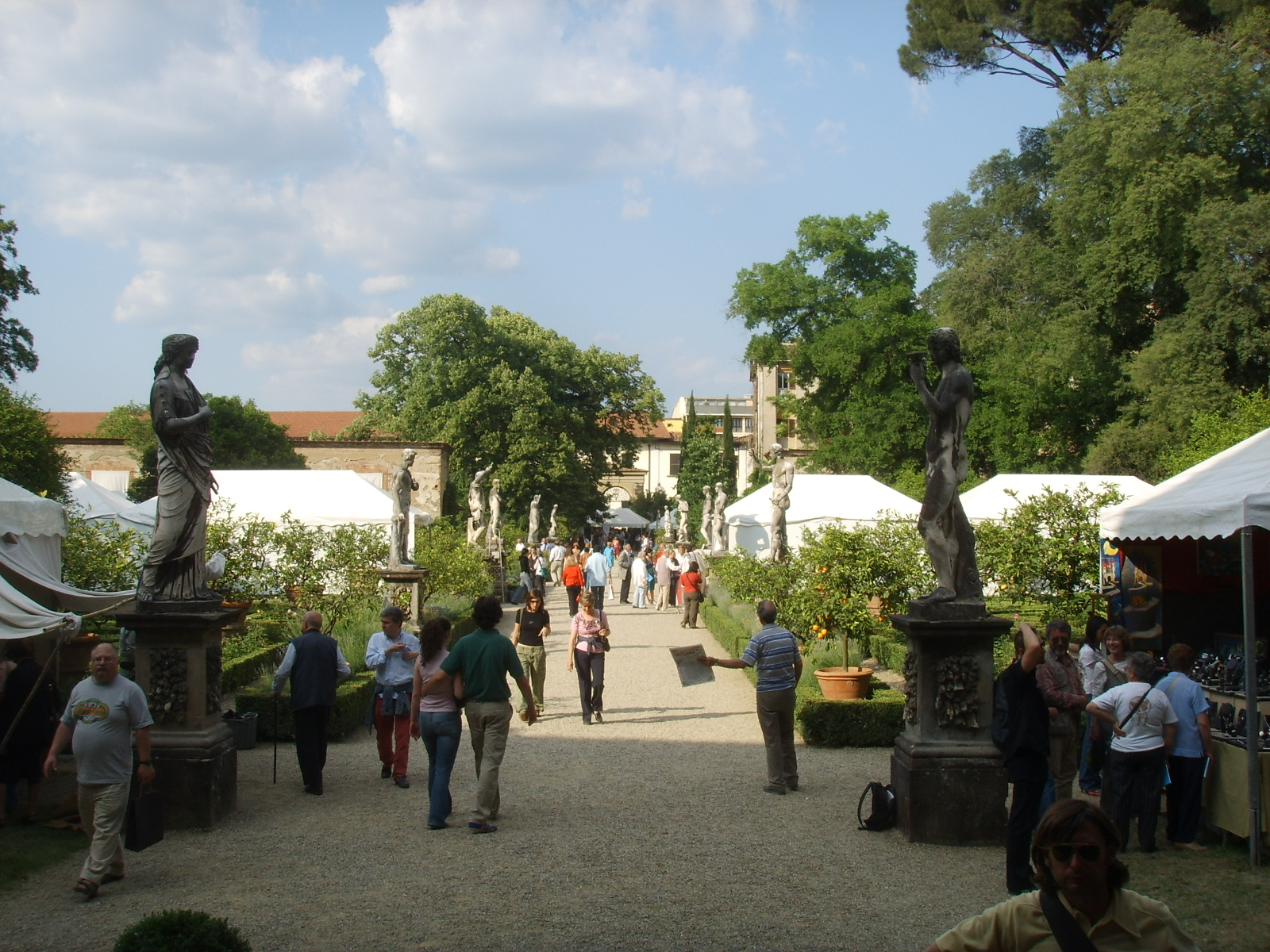
Mostra Artigianato e Palazzo al Giardino Corsini

Artigianato e Palazzo è una mostra dedicata alle eccellenze artigiane e agli antichi mestieri, che si svolge ogni anno a metà maggio nel Giardino Corsini di Firenze.

## Storia
Nata nel 1995 da un'idea di Neri Torrigiani e promossa  dalla principessa Giorgiana Corsini, la mostra presenta per tre giorni un centinaio tra i più straordinari e capaci artigiani fiorentini, italiani ed europei che, ricostruendo un angolo delle loro botteghe, dimostrano le loro lavorazioni e realizzano i loro manufatti davanti al pubblico.
Ogni anno la mostra coinvolge oltre 8.000 visitatori attenti e curiosi che possono ammirare dal vivo la molatura del vetro, la forgiatura del ferro battuto, la lavorazione della pelle e della ceramica, lo sbalzo dell'argento, l'intaglio del legno, la doratura di cornici e sculture e tanto altro.
Tra gli appuntamenti di rilievo il Premio Perseo, riconoscimento attribuito all'artigiano più votato dal pubblico e la Mostra Principe: ogni anno viene invitata una realtà culturale o commerciale di spessore internazionale che abbia legato il proprio successo ad un'attività artigianale. Una “mostra nella mostra” quindi, che illustri un percorso creativo di altissimo livello e che possa funzionare “da faro” per gli altri espositori.
La mostra è patrocinata dal Ministero per i Beni e le Attività Culturali, dal Ministero dello sviluppo economico, dal Dipartimento per la gioventù, dalla Regione Toscana, dalla Provincia di Firenze e dal Comune di Firenze.